# Pseudopilema hoppingi
Pseudopilema hoppingi är en skalbaggsart som först beskrevs av Van Dyke 1920.  Pseudopilema hoppingi ingår i släktet Pseudopilema och familjen långhorningar. Inga underarter finns listade i Catalogue of Life.